# 硬口蓋癌
硬口蓋癌（こうこうがいがん）とは、口腔癌の一つで、硬口蓋部に発生する腫瘍。日本では発生は少なく、日本頭頸部癌学会の2002年の集計で口腔癌全体の3.1%、アメリカ合衆国では8.9%と報告されている。他の口腔癌と異なり、腺系腫瘍の割合が高く、扁平上皮癌とほぼ同程度の割合である。

## 疫学
口腔癌#疫学参照。

## 症状
口蓋部の腫脹が主訴となることが多い。歯肉や軟口蓋に浸潤することが多いほか、口蓋骨を破壊して鼻腔まで浸潤することもある。

## 検査
腫瘍部位の病理検査のほか、原発部位や転移部位の画像診断として、CT、MRI、PET、US、胸部X線、Gaシンチグラフィ、骨シンチグラフィ、上部消化管内視鏡検査、消化管造影検査等が行われる。

## 治療
外科的療法、放射線療法、化学療法の治療法が、単独または組み合わせで行われる。また、初期のものを除き、外科的療法を選択した場合には再建術が行われる。
このほか、リンパ節転移に対しては、頸部郭清術が行われる。
治療後は、摂食・嚥下・発語等の機能が低下するため、医師、歯科医師、言語聴覚士、歯科衛生士、看護師らにより、リハビリテーションが行われる。術後の骨の欠損に対しては顎補綴が行われる。

## 診療科
主に担当する診療科としては口腔外科や耳鼻咽喉科があるが、このほか、再建が必要な場合は形成外科が、放射線治療では放射線科が、化学療法では担当診療科（化学療法科など）がかかわる。また、言語聴覚士をはじめとするリハビリテーション部門も関与する。